# U-Bahn-Station Stubentor
Stubentor is een metrostation in het district Innere Stadt van de Oostenrijkse hoofdstad Wenen. Het station werd geopend op 6 april 1991 en wordt bediend door lijn U3.

## Geschiedenis
Na het besluit van 26 januari 1968 om een metronet in Wenen aan te leggen werd het station onder de naam Stubenbastei in de nadere uitwerking van het metronet, de U-Bahn-Netzvariante M uit 1970, opgenomen als onderdeel van de oost-westlijn U3. De bouw begon in 1983 en op 6 april 1991 werd het eerste deel van de lijn, waaronder station Stubentor, geopend voor reizigersverkeer. De naam van het station verwijst naar de gelijknamige stadspoort die in 1862 is gesloopt. Tijdens de bouw van het station  kwamen nog delen van de oude stadsmuur in beeld. Deze werden geïntegreerd in de toegangshal onder het kruispunt Wollzeile / Dr. Karl Lueger Platz. Door de binnenstad, ten westen van het station, liggen de sporen boven elkaar om de bebouwing te ontzien. Stubentor ligt in het overgangsgebied tussen de gestapelde sporen bij Stephansplatz en de naast elkaar gelegen sporen bij Landstraße.    

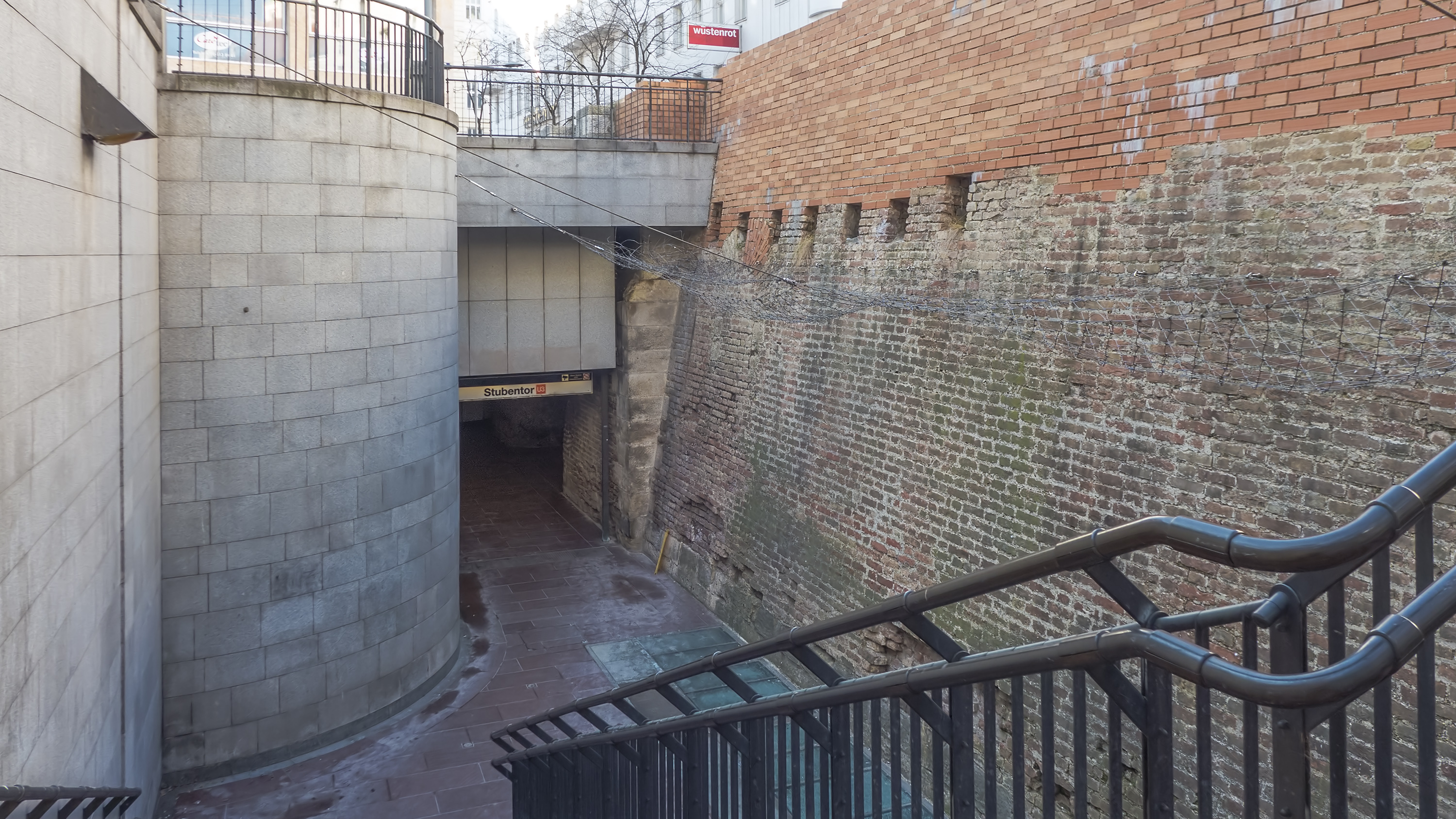
De toegang aan de Dr. Karl Lueger Platz.
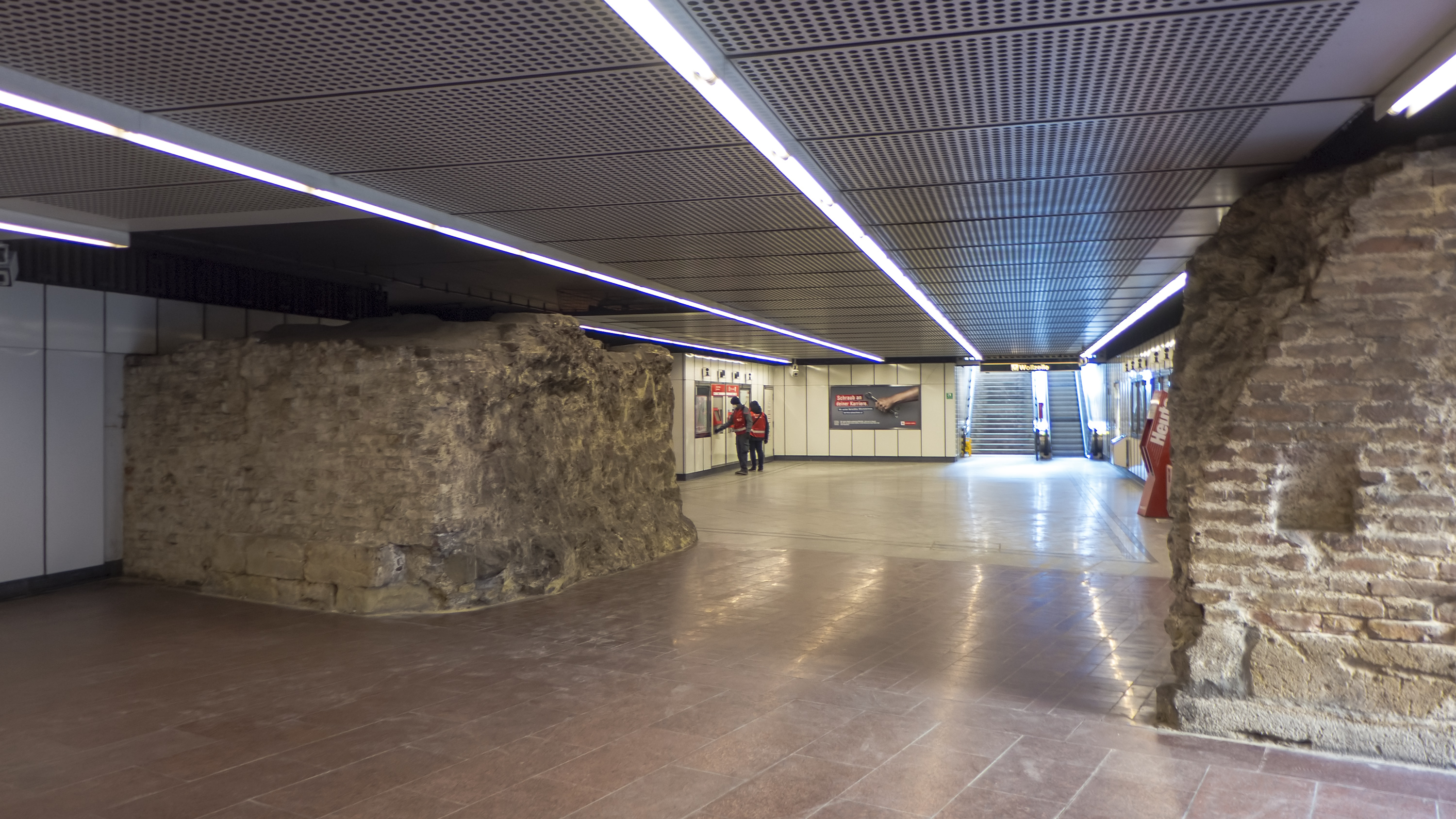
De resten van de stadsmuur in de toegangshal.

## Ligging en inrichting
De verdeelhal van het station ligt onder de Stubenbastei en is met een roltrapgroep verbonden met de toegangshal aan de noordkant, Een toegang met een vaste trap ligt op de Dr. Karl Lueger Platz, deze toegang wordt aan de stadskant begrensd door een deel van de stadsmuur en een deel van de archeologische vondsten is hier te zien. De andere, met een roltrap en een vaste trap, ligt in de Wollzeile. De perrons liggen aan de zuidkant van de verdeelhal schuin boven elkaar langs de noordrand van de sporen. Het perron voor de metro's naar het oosten ligt even hoog als de verdeelhal en ze zijn onderling verbonden met een brug over het andere spoor. Het andere perron ligt licht gedraaid daaronder en is met een tweede roltrapgroep verbonden met de verdeelhal. De perrontunnels liggen tussen het kruispunt Stubenbastei/Zedlitzgasse en de tramhaltes aan de Parkring bij het Stadtpark. Hier is ook de oostelijke toegang tot het station die met drie liften en een trappenhuis is verbonden met de oostelijke perroneinden. 

## Omgeving
Door de beperkte overstap mogelijkheden op ander OV en de grote reizigersstromen op de opvolgende stations is het een rustig station. Alleen tram 2 en de buslijnen 3A en 74A stoppen bij de haltes aan de Parkring. In de buurt liggen de academie voor toegepaste kunst, de Oostenrijkse academie van wetenschappen, de oude universiteit met het universiteitsarchief en het instituut voor Byzantium.

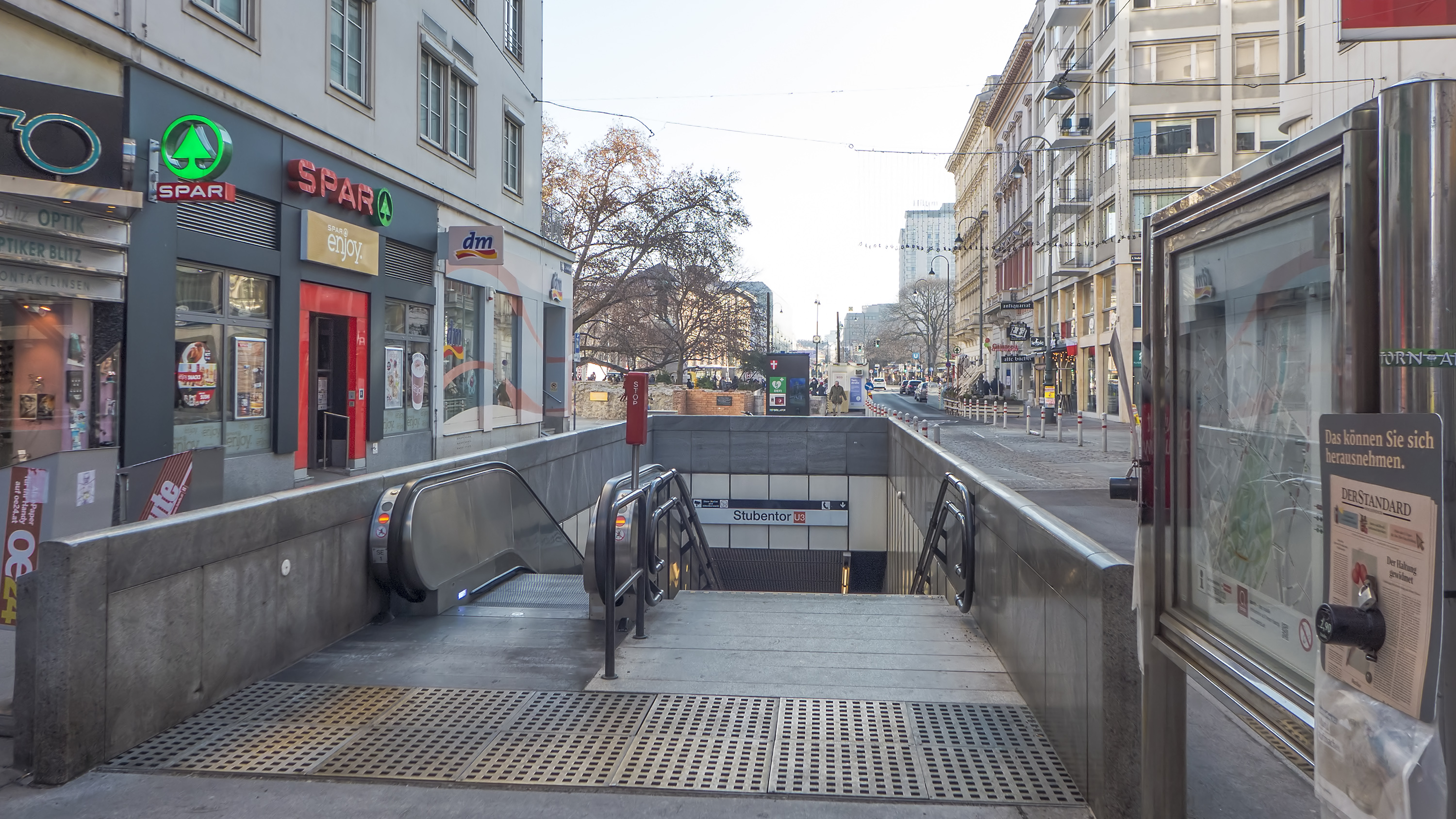
Toegang Wollzeile.
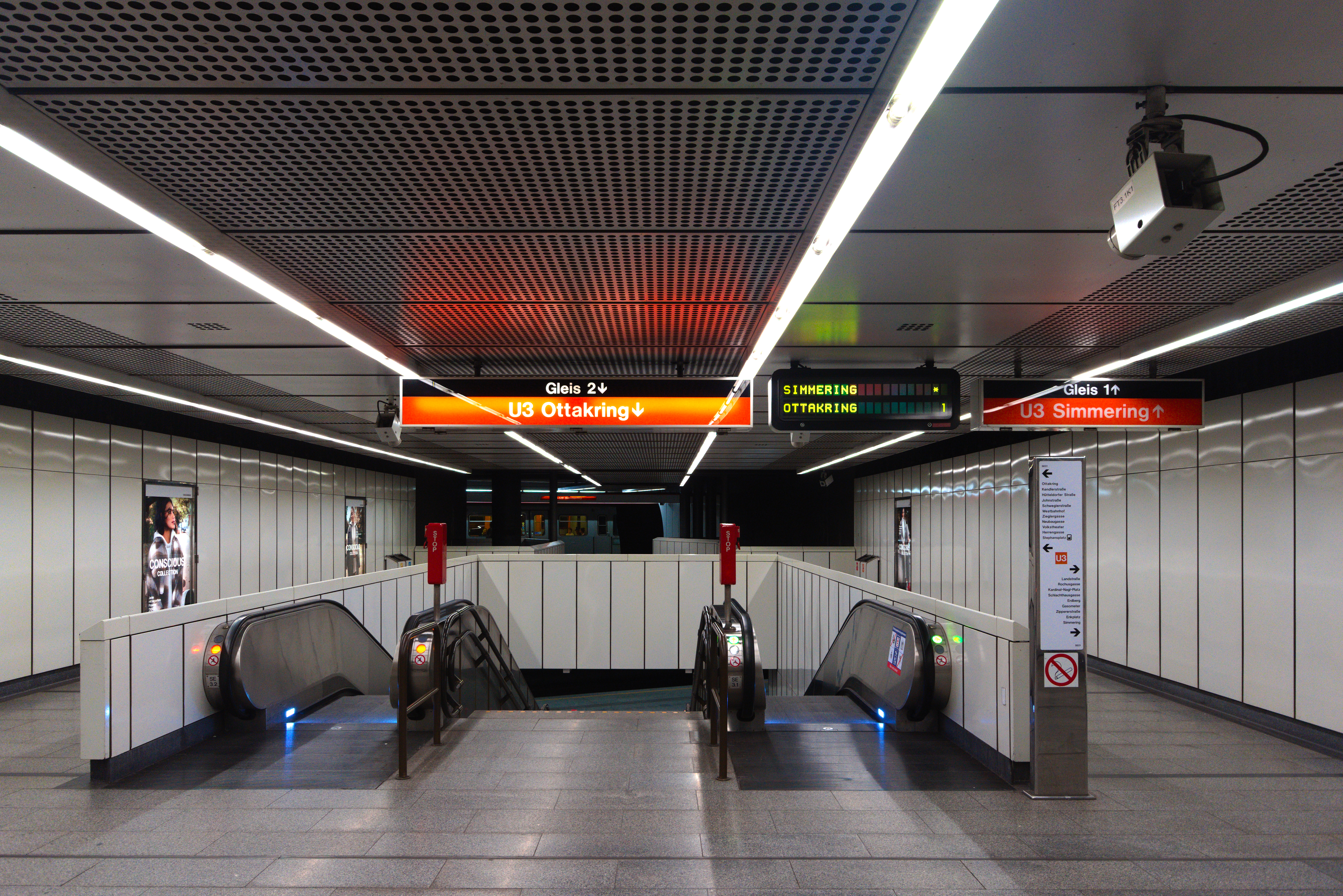
De verdeelhal.
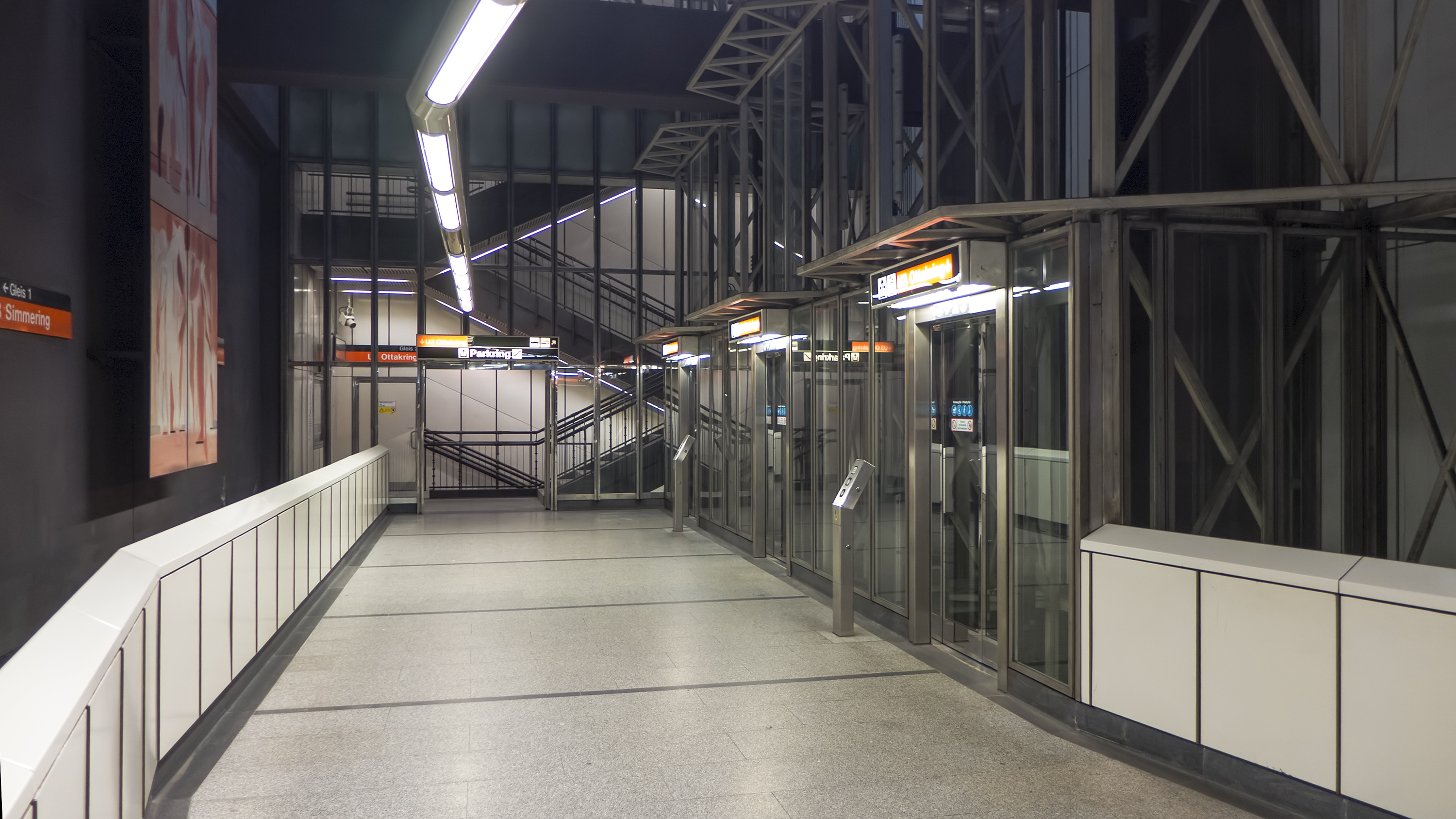
De liften met trappenhuis aan de oostkant.